# Pedagogika oświeceniowa
Pedagogika Oświeceniowa
„Opis pedagogicznej myśli oświeceniowej sprawia szczególne problemy. Niemieckie piśmiennictwo historyczne oraz leksykografia XIX wieku stroni od pojęcia „Oświecenie” i mówi raczej o jednostronnym, paradoksalnym „Realizmie”, który stawiał naturę i naturalność w centralnym punkcie, ale odbiegał przy tym od rzeczywistości. W pedagogicznych encyklopediach „Oświecenie” jest tylko marginalnym hasłem lub nie pojawia się wcale. Zmienia się to dopiero wtedy, gdy teorie polityczne, zwłaszcza socjalistyczne ogłaszają Oświecenie jako swoją prekursorską epokę. Friedrich Paulsen pod koniec XIX wieku osadził „Oświecenie” i „Pedagogikę oświeceniową” w takiej oto relacji: sposób myślenia w Oświeceniu charakteryzuje się „racjonalizowaniem rzeczywistości” albo zasadą rozsądku. Owa zasada nasuwała naturalną równość wszystkich jednostek. Środkiem urzeczywistniania rozsądku miało być udoskonalone nauczanie .”
Powyższy cytat pochodzi z artykułu Jürgena Oelkersa – „Aufklärung”, czyli „Oświecenie”. Jest on doskonałym źródłem informacji o przemianach, jakie dokonały się w myśli pedagogicznej XVII i XVIII wieku. Polegały one głównie na reorganizacji oświaty i powstaniu nowych koncepcji wychowawczych.
Do trzech istotnych pedagogicznych innowacji Oświecenia można zaliczyć:
- eksperymentalne postępowanie w naukach przyrodniczych
- wiążącą się z tym koncepcję powszechnego kształcenia
- a także sensualistyczną psychologię nauczania

W pierwszym przypadku zmienił się ciągły problem badań z otwartym horyzontem naukowym, w drugim rozwiązała się granica dostępu do wiedzy, a w trzecim wyemancypowało się wychowanie spod wytycznych chrześcijańskiej teorii duszy. Było ono rozumiane przez pryzmat dyskursów o cnocie, w których panowały głównie nastroje religijne. Oddziaływanie to stanowiło próbę umoralniania świata przede wszystkim przez cnotliwość jednostek. Ta forma pedagogiki różni się jednak od innych istotnych oświeceniowych przemian – nowych teorii nauczania, innego postępowania w celu tworzenia wiedzy i nowego programu kształcenia.
We względzie pedagogicznym wychowanie nie stanowiło walki o oświecenie ani uniwersalnego działania na rzecz autonomii jednostki. Tym, co stopniowo ulegało zmianom, nie była przede wszystkim refleksja nad wychowaniem, ale metody i horyzonty nauczania i wiedzy. Dodatkowo, cała masa powstałej literatury wychowawczej XVIII wieku nie odpowiadała zrodzonym oczekiwaniom wobec Oświecenia. Czasy, które nastały po Kancie, nie przyniosły zbyt wielu innowacji w zakresie myśli nad oddziaływaniem wychowawczym.

## Wychowanie w dyskursie o cnocie
Od czasów Reformacji wychowanie zindywidualizowało się i zostało natchnione oczekiwaniem doskonałości. Kalwinizm głosił, iż jednostka może uzyskać łaskę zbawienia tylko przez swoją wiarę i wysiłek. Jeśli ten koncept miałby być stosowany poza protestantyzmem, dogmat odziedziczonego grzechu oraz łaski musiałby zostać złagodzony i zneutralizowany przez wychowanie. Proces ten musiał stać się czymś innym niż kościelne nauki i zaszczepianie wiary. To rozgraniczenie mogło jedynie nastąpić dzięki  wykrystalizowaniu się i utrwaleniu jednego kierunku myślenia. To właśnie udaje się XVII-wiecznej literaturze nakierowanej na cnotliwość.
W XVI i XVII wieku istniały tylko dwie możliwości odróżnienia czegoś „dużego”od czegoś „małego”. Pierwsza z nich – podział na mikro i makrokosmos nie pozwalała jednak objąć różnic między dorosłymi i dziećmi. Druga zaś, umożliwiająca określenie wieku życia między narodzinami a śmiercią, uwzględniała owszem tę różnicę, ale w sposób bardzo schematyczny, gdzie jedynym wariantem były płci. W XVIII wieku rozwinęła się antropologia człowieka, w odróżnieniu od mikrokosmosu, wywodząca się z koncepcji rozwoju. Odtąd wychowanie mogło się bardziej skoncentrować na dzieciństwie, które zaczęto pojmować jako początek życia. Jednocześnie zaczęto zadawać sobie pytanie o rozgraniczenie wieku.
Przez naturę dziecka rozumiano miękkość i plastyczność mózgu, ciekawość, naśladownictwo wzorów, lekkość uczenia się i wiele innych. Ten, kto chciał wychowywać, musiał znać dziecko od początku. Kto chciał przybliżyć wychowankom pierwsze zasady wiary, musiał wdać się w ich możliwości rozumienia i rozsądek.  Wychowanie „natury” zostało następnie nasycone oczekiwaniem perfekcji poza obrębem wiary chrześcijańskiej. W centrum zainteresowania postawiono wtedy talenty i potencjał jednostki. Pod koniec XVII wieku wzrosło zainteresowanie tzw. „cudownymi dziećmi”. Wierzono, iż nie okazują one humorów, lecz możliwości natury, które należy respektować, ponieważ talent zdradza geniusz bez udziału wychowania.
Jedyna dostępna literatura wychowawcza na początku XVIII wieku nie wprowadzała rozróżnienia między dawaniem porad, moralnymi traktatami, chrześcijańskimi pouczeniami, czy ambitną refleksją. Jej przekaz był skierowany do odbiorców, którzy nie postrzegali cnót i moralności tylko i wyłącznie w sposób dogmatyczny, ale zarazem nie mógł on wyrażać chęci zerwania więzi wychowania z religią chrześcijańską. Rozróżnienie dzieci od synostwa chrześcijańskiego pomogło rozwinąć myśl wychowawczą odchodzącą od idei prowadzenia życia w strachu przed Bogiem. Przygotowane dla dorosłych brewiarze i pisma nawracające zostały zastąpione odpowiednią literaturą.
Typowe stało się żądanie, by oddziaływanie oddzielić od surowej dogmatyki wiary i skoncentrować na naturze dziecka, od której oczekiwano rozwoju moralnego. Wreszcie powstał zarys empiryczno–materialistycznej pedagogiki. Pogląd mówiący, że wychowanie i tylko ono może zmienić społeczeństwo, w które wbudowuje ono cnotliwego obywatela i troszczy się o oświatę jednostek, nie należy jednak do tej epoki.
Zwyczajnemu oddziaływaniu zarzucano, iż pobudza ono do narcyzmu. W odpowiedzi na to oskarżenie rozwinął się dyskurs, który oddzielił stopniowo ten proces od tendencji do chrześcijańskiej uniżoności. Jean Jacques Rousseau, pisząc dzieło „Emil ” skoncentrował się na temacie prawidłowej miłości do dziecka. Wyszedł z założenia, iż człowiek rodzi się dobry z natury, a za jego zepsucie winę ponosi kultura. Stawiał wymaganie rozwoju człowieczeństwa, który traktował jako wspólny zawód wszystkich obywateli. Według niego wychowanie było wychowaniem do życia, które przejawia się najpełniej w uczuciu istnienia.
W dalszej kolejności pojawiło się pytanie, jak pomimo albo wobec narcyzmu oddziaływanie wychowawcze może doprowadzić do umoralnienia człowieka, gdy utarte porównanie, że początek wszystkiego zła wyrasta z pychy, a początek wszystkiego dobra z uniżoności, coraz mniej przekonywało. Procesowi temu postawiono najwyższy cel, rozumiany jako pedagogiczna racjonalizacja: idealny człowiek musi być ciągle prowadzony przez rozsądek, nie może się dać ponieść swoim nastrojom i nosi w sobie tak silne oświecenie (Erleuchtung), które pozwoliłoby mu zawsze widzieć to, co dobre, a unikać tego, co złe. Idealne jest to postępowanie, które łączy pożyteczne z moralnym, które umożliwia uniknięcie zagrażających pokus poprzez samocenzurę i mistrzowsko opanowuje namiętności. Wynik stanowi człowiek pedagogiczny. Ponadto termin „racjonalny” wiązał się z ogólną relacją między rozsądkiem, jasnością i praktyką. Świat racjonalny jest przejrzysty, sterowny i wolny od demonów, gdzie należy podkreślić niemożliwość odwrócenia tej tendencji.
Pierwszej połowie wieku XVII przewodziły oczekiwania ideału, które odwoływały się do natury człowieka. Cechujące ją odchylenia od normy miały zostać przezwyciężone przez wykształcenie. Rozwój cnoty społecznej możliwy był tylko dzięki prawdziwej religii. Według manifestu Chrześcijaństwa podstawowe zasady należało wpoić w ludzką świadomość. Oznaczało to, iż natura nie rozwija się sama.
Argument, w jaki sposób można złączyć pedagogicznie ideał i pragnienie rozwoju brzmiał, iż idealne będzie tylko takie wychowanie, w którym idealny jest wychowawca. Tylko perfekcyjny człowiek może poważnie oddziaływać i rozpoznaje – bez przykrych następstw – kruchość jednego bądź niestabilność drugiego człowieka. Jego cnota i charakter służą temu, by podnieść godność innych.
Moralność nie mogła zostać pozostawiona naturze, ponieważ sama nie wzrasta, lecz musi zostać zdobyta. Natura jest stąd czymś więcej niż antropologią rozwoju. Natura sama musi się stać kategorią moralną. W tym sensie należy ją odróżniać od wychowania naturalnego.
To z kolei powinno opisywać prawdziwe, a mianowicie proste życie na terenach wiejskich. Wiążąca się z tym pedagogiczna koncepcja idealizuje pracę, a zatem wychowanie poprzez pracę dewaluuje wykształcenie i stawia w centrum zamysł moralny. Oddziaływanie na dzieci miało być najświętszym ze wszystkich obowiązków, co oznacza, że należało im wskazać drogę, która prowadzi do prawdziwej cnoty. W ten sposób pedagogowie chcieli przejąć wszystko to, co nie mogło się dokonać w samodzielny sposób lub nie mogło być pozostawione wierze.
Dodatkowo uwagę na poziomie europejskim zyskały próby wychowania misjonarskiego przez Wspólnotę Braci Morawskich powstałą około roku 1722, które bardzo gwałtownie wpłynęły na ukształtowanie się wspólnot pedagogicznych w krajach zamorskich. Ten pierwszy międzynarodowy ruch reformacyjny poza obrębem dużych wyznań zadbał o to, by zainteresowanie pytaniem o wychowanie utrzymywało się także wtedy, gdy niemożliwe stawało się rozróżnienie misji od tego procesu.
Dzięki tym i podobnym doświadczeniom powstały generalne hipotezy powodzenia i niepowodzenia wychowania, które wzmogły oczekiwania oraz podniosły pewne ryzyko. Należało uczynić wszystko, by zapobiec naśladowaniu przez dzieci złych pomysłów i rozwijaniu nieregulowanych namiętności. Dlatego wychowawca powinien był stale „mieć je na oku”, jeśli chciał pozytywnie wpływać na kształtowanie ich przyzwyczajeń. Idąc zgodnie z myślą Rousseau, należało przy tym wyeliminować negatywne oddziaływanie otoczenia poprzez zapewnienie życia z dala od powszechnej szkoły na rzecz spokojnego życia na wsi.
Oświeceniowa literatura wychowawcza przedstawiała moralną aspirację, kontynuując przy tym słabszy pod względem religijnym dyskurs o cnotach minionego XVII wieku i rozwijała myśl w kierunku moralności społecznej. Wychowaniu zaczęto stawiać żądanie efektywnego oddziaływania.

## Uczenie się i kształtowanie przyzwyczajeń
Odnowienie sensualizmu przez Johna Locke spowodowało powstanie decydującej szansy dla teorii rozwoju refleksji nad wychowaniem jako pedagogicznej konstrukcji moralności, sugestywnej koncepcji, która daje się odnaleźć w połowie XVIII wieku w wielu pozycjach, np. w „Experimental – Seelenlehre” Johanna Gotloba Krügersa. W odróżnieniu od antycznego i wczesnonowożytnego sensualizmu, założenie to wykorzystywano w celu uzyskania odpowiedzi na pedagogiczne pytania i rozwijano wraz z naukami humanistycznymi. Spowodowało to odwleczenie krytycznego pytania o nieśmiertelność duszy i z empirycznego stało się problemem czysto teologicznym.
W 1689 roku Locke przedstawił w dziele: „Esay Concerning Human Understanding” złożoną teorię ludzkiego poznania, którą w XVIII wieku przyjęto w obrębie całej Europy. Dla samego autora, jak i dla przyjęcia się jego poglądów istotne było anty – platonistyczne ujęcie ludzkiego umysłu jako „czystej tablicy” (tabula rasa). Umysł i dusza mogły zostać potraktowane jako dwie zależne od nauki wielkości, które kształtują się wraz z doświadczeniem. Według autora, należało uznać konieczność odczuwania i możliwość tworzenia refleksji. Nabywanie doświadczenia rozumiał on jako kształtowanie się nawyków. Proces wychowania stał się tu równoznaczny z tworzeniem wewnętrznych i zewnętrznych przyzwyczajeń, bez przymusu opierania się na chrześcijańskiej relacji ducha i objawienia. Za pomocą tych środków wychowanie mogło się stać techniczną koncepcją planowego i konkretnego oddziaływania (Einwirkung) na dziecko. Charakter techniczny posiadała oczywiście tylko zakładana operatywność postępowania, rozumiana jako tworzenie odpowiednich nawyków za pomocą wychowania, a nie fakt postawienia celu, który pozostał w dyskursie na temat cnót. Nadal kierowano się chęcią umoralniania, w sensie tworzenia idealnego człowieka, o którym jednak nie myślało się dłużej, jako o rzadko występującym zjawisku.
Psychologia sensualistyczna starała się ubiegać o przypisanie cnocie miana wewnętrznego nawyku. Obszar odwołania tej teorii rozszerzał się w miarę, jak moralność zaczynano rozumieć jako problem społeczny i polityczny. Podniosła się wtedy wartość wychowania, związana oczekiwaniami wobec efektów oddziaływania.

## Wiedza empiryczna i nauka eksperymentalna
W roku 1660 w Londynie powstało pierwsze Stowarzyszenie Nauk Przyrodniczych (Royal Society for the Improvement of Natural Knowledge). Za program odpowiadał Thomas Sprat. W swoim dziele „History of Royal Society” jako pierwszy posłużył się pojęciem „nauki eksperymentalnej”, które wykrystalizowało się wraz z rozwojem nauk doświadczalnych. Ta nowa metoda zdobywania wiedzy występowała przeciwko filozofii starożytnej, której jedynym celem było „zaszczepianie błędnych przekonań i mącenie w głowach uczących się sztucznymi dyskusjami.”Tym, co teraz liczyło się dla nauki, było działanie oparte na próbach, a nie przyjęte z góry, niesprawdzone argumenty. Wszystko, co ogólne musiało najpierw zostać sprawdzone indukcyjnie, tak dalece, jak sięga eksperymentalne doświadczenie. Centralna strategia nauczania Średniowiecza zostaje podważona: prawda nie zawiera się już w przykładzie, a ten nie ma już dydaktycznej przewagi. Przykładowo tylko jedna prawda mogłaby zostać przyjęta, która, tak jak chrześcijańskie stworzenie, jest już zagwarantowana. Wymaga ona jednak przedeksperymentalnego postępowania, takiego jak doświadczenie z uświęconymi tekstami.  Ta zmiana odróżnia, według Sprata, eksperymentatora od scholastycznego filozofa, który cytuje święte księgi, przez co ogranicza każdą naukę i czyni ją zależną. Tylko badania eksperymentalne opisują przebieg rzeczy prawidłowo, mianowicie zgodnie z ich naturalnym postępem – oto program Francisa Bacona przeniesiony na pedagogikę. Sprat wyraźnie określił nowożytne alternatywy. Zarówno w życiu obywatelskim, jak i w nauce doszedł do wniosku, iż należy odrzucić albo wiedzę antyczną, albo nowoczesną. Wiedzę nowoczesną opisał z kolei Isaac Newton w swoim dziele „Principia Mathematica” w roku 1687, wskazując na zmienioną sytuację nauczania, a mianowicie, że wszystkie ważne zdania muszą zostać sprawdzone eksperymentalnie i indukcyjnie uogólnione. Hipotezy scholastycznych dyskursów albo metafizyki zostały wyłączone.
Nic nie ograniczało geniuszu tak bardzo jak formalność i „wąskość” scholastycznej dydaktyki. Według Bacona zaawansowane nauczanie mogło zostać zrealizowane tylko i wyłącznie za pomocą ćwiczeń i eksperymentów. Kurs normalnego wychowania byłby paradoksalny, ponieważ nauczano by ogólnych reguł przed szczególnymi rzeczami, bez brania pod uwagę zróżnicowanego poziomu rozwojowego dzieci. Ich mózg zostałby obciążony abstrakcyjnymi doktrynami i przepisami  w wieku, w którym one ich nie rozumieją, podczas gdy oczywiste i sensowne rzeczy zostałyby pominięte, chociaż dzieci byłyby na nie szczególnie wyczulone. Nie tylko nauki Kościoła, ale całe szkolne scholastyczne kształcenie stanowi abstrakcję i powinno zostać sprawdzone przez doświadczenie.
Edukacja eksperymentalna stała się dopiero na początku XX wieku elementem reformacyjnego programu pedagogiki. Nowa teoria nauczania pozostała bezskuteczna wobec dyskursu o cnocie.
W konsekwencji doszło do kłótni w ocenie wartości tego, co nowoczesne. Spór toczył się o zasady nauczania, tworzenie wiedzy oraz o dopuszczalne elementy kształcenia. Na przykład dla Williama Temple, w 1963 roku prymat przyszłości w konstruowaniu wiedzy wydawał się mało wiarygodny, a rok później William Wotton przyjął otwarte i eksperymentalne nauczanie jako warunek nowych zasad, które nie dawały się już wyprowadzić z tradycji dydaktycznej. Na podstawie przemyśleń Wottona można wyróżnić następujące zasady nauczania eksperymentalnego:
- silną przejrzystość wiedzy
- rezygnację z niesprawdzonych twierdzeń
- obowiązkowość dowodów w kompetytywnym dialogu
- kontrolę poprzez fachowe kompetencje
- konieczność porównania z doskonalszą wiedzą z tej samej dziedziny

Wychowanie z jakąkolwiek gwarancją moralności stało się w tym momencie już niemożliwe. Według Josepha Priestleya (1765) dynamika wiedzy wyparła stary katalog cnót. Antyczne maksymy odnośnie do życia nie pasowały już do ówczesnego świata, ponieważ warunki ich nauczania zmieniły się radykalnie, a przekazywanie doświadczenia przestało się liczyć.
Szkolna dydaktyka praktycznie nie zareagowała na ten spór. Tam, gdzie pod koniec XVII wieku była ona realistyczna, a barokowy program nie kontynuował nauk pansoficznych, całość nauczania wiązała się z zaszczepianiem cnót, z moralnymi celami i nie wolno było jej rozpatrywać eksperymentalnie. Jeśli cnotliwość miałaby wejść w nawyk, jej szkolne nauczanie staje się niezbędne. Szkoła jako organizacja dydaktyczna wychodziła z założenia oddziaływania pedagogicznego – stosowane metody powinny ułatwiać uczenie, natomiast program winien służyć ćwiczeniu cnót, a nie naukom eksperymentalnym. Wymaganie szybkiego opanowania sztuki poezji rozwinięte przez Georga Philippa Harsdoerffera w 1647 roku stanowiło poważniy pomysł dydaktyczny, który miał uczynić nauczanie efektywnym, nie dopuszczając do uzyskania przezeń statusu eksperymentatorskiego.
Wyrażenie „edukacja eksperymentalna” pozostaje epizodem. Stwierdzono, iż wychowanie nie może stanowić eksperymentu na duszy. Jej kształtowanie (Bildung) bierze wzgląd na zrozumienie dzieci, ale ta tzw. „dziecięca filozofia” potrafiła definitywnie odróżnić prawdę od błędu, a jej jedynym problemem było doprowadzenie do momentu rozwinięcia się oczekiwanych właściwości duszy. Również i „Emil” Rousseau nie stanowił prawdziwego eksperymentu myślowego, ponieważ wynik oddziaływania wychowawczego był już z góry narzucony.

## Nauczanie powszechne
O nauczaniu powszechnym dyskutowało się w środkowej fazie europejskiego Oświecenia jako o dydaktycznym i politycznym programie poprawy szkolnictwa. W XVIII wieku można było mówić o takim typie kształcenia wyłącznie w kontekście programu, ponieważ dopiero w połowie kolejnego stulecia rozwój szkolnictwa państwowego doprowadził do założenia skróconych szkół ludowych, otwartych dla wszystkich dzieci. Niezależnie od tego w XVIII wieku powstały obok Kościoła i państwa alternatywne formy kultury powszechnej. Wiązały się one z wiedzą, literaturą i sztuką i przez to pozostawały w związku z ideą szerzenia nowej wiedzy. O powodzeniu zadecydowała reforma rynku książkowego oraz dostępność wiedzy i zmiana przyzwyczajeń czytelników. Produkcja książek XVIII wieku wynikała z założenia wspierania wolnego czytelnictwa, w którym każdy może brać udział zgodnie z własnymi zainteresowaniami naukowymi (Bildungsinteressen) i uwolnić się tym samym od rytualnych przepisów czytania. Zaniechanie cenzurowania lektur miało służyć samokształceniu, a nie leczeniu duszy.  Do końca XVIII wieku literatura piękna uwolniła się od teologii. W 1740 roku stanowiła ona w Niemczech zaledwie 6% sprzedawanych dzieł, a w 1800 – już 21,4%. Równocześnie rosło zapotrzebowanie na literaturę użytkową na bazie naukowej. Wcześniejsze kompendia i księgi uczonych zostały zastąpione przez kombinację naukowych, zawodowych i praktycznych wiadomości, gdzie coraz mniej miejsca poświęcano tradycyjnemu dyskursowi o cnotach.
Dyskusje nad nauczaniem ogólnym stały się możliwe dzięki leksykalnej racjonalizacji wiedzy powszechnej. Na kształt ogólnego nauczania wpłynęły szczególnie dwa nurty dyskusyjne: angielska „edukacja liberalna” oraz francuskie „kształcenie powszechne”. Podkreślano w nich prymat wiedzy nowoczesnej nad dyskursem o cnotach, który podlegał ideałom antycznym i nie mógł służyć naturalnemu rozwojowi ani tworzeniu systemu wychowania. Krok od otwartego do powszechnego kształcenia miał jeszcze jedną istotną konsekwencję – obalenie paternalistycznych modeli władzy, za pośrednictwem których wychowanie stanowiło instrument do stosowania ojcowskiej przemocy.
W 1679 roku została zagwarantowana konstytucyjnie wolność osobista obywateli. Bezpośrednio po tym wydarzeniu ukazało się dzieło Roberta Filmera – „Patriarcha”. Oparł się on na genealogicznym argumencie, by bronić nietykalności króla przed nienaturalną wolnością ludu. Królowie są ojcami, a tym samym wychowawcami poddanych ze względu na swoje pochodzenie, które według Filmera w łańcuchu prawowitości sięgało czasów Adama. W tym oto łańcuchu absolutna i niepodzielna władza pierwszego z ojców była dziedziczona przez wszystkich kolejnych. Takim wytłumaczeniem objęto wszystkich ojców, a tym samym dzieci. Nikt nie był wolny od poddania wobec ojca – w przeciwnym razie cała władza zostałaby zagrożona. Inaczej mówiąc, jest ona ugruntowana przez pedagogiczną zależność, generalizowaną mitologicznie. Zareagował na to John Locke, odpierając genealogiczną metafizykę. Twierdził, że należy gruntownie zmienić tę pedagogiczną relację. Paternalistyczna władza nie należy już wyłącznie do ojca, ale do obojga rodziców i wiąże się z rozwojem dziecka. Tylko jedna jej forma może zostać dopuszczona – ta, która spełnia funkcję wychowawczą oraz wspomaga proces kształcenia i przyszłą autonomię dziecka. Trwające przez całe życie panowanie nad dzieckiem zostaje uznane za niedopuszczalne, ponieważ w parze z wolnością idzie rozsądek.
W 1775 roku Denis Diderot ogłosił, iż cel powszechnej szkoły nie polega już na stworzeniu idealnego człowieka, ale na jego kształceniu, służącym jako inicjacja w pożytecznej i niezbędnej wiedzy, bez której rozumienie świata staje się niemożliwe.
W  1763 roku we Francji poddano krytyce jezuickie szkoły w reakcji na nową sytuację, w jakiej znalazło się kształcenie. Według Caradeuc de la Chalotais metody stosowane w tych szkołach były tak samo barbarzyńskie, jak stulecia, z których pochodzą. Powszechne wykształcenie należało gruntownie przeanalizować i zdefiniować inaczej, niż kształcenie obywateli dla państwa, a więc usunąć przywileje i uczynić dostępnym dla każdego. Metodyczne zasady nauczania trzeba było oprzeć na tych wypracowanych sto lat wcześniej przez Sprata, czyli na doświadczeniu zmysłowym uczniów, braniu pod uwagę ich stadium rozwojowego oraz unikaniu abstrakcyjnych instrukcji. Nauczanie oparte na słowie powinno zostać zastąpione rodzajem eksperymentalnego sensualizmu.
Procesy modernizacji szkoły objęły następujące przekształcenia w programie nauczania: zniesienie panowania klasycznego kanonu pouczeń religijnych na lekcjach elementarnych na rzecz nastawienia się na nowe nauki, a więc, zamiast katechizmu – historia przyrody, geografia, nauki eksperymentalne i matematyka. Dopiero po tym powinny nastąpić klasyczne studia, które, dotąd zbyt ograniczone, trzeba wesprzeć dodatkowymi obszarami naukowymi. Wynik inicjacji w różne obszary wiedzy tworzy wykształconą siłę osądu, która mogła zrodzić refleksyjną moralność. Czyni się ją zależną od wykształcenia, od przełamania ignorancji, co lekceważono w dyskursie o cnotach.
Według La Chalotais, dopiero Oświecenie dało cnotom rację bytu. Oświecenie należy rozumieć jako przejrzysty i otwarty proces uczenia, który stawia sobie za warunek racjonalizację wiedzy. Przynajmniej szkolnictwo wyższe powinno opierać się na tym założeniu. Ta wypowiedź stawiała pod znakiem zapytania cnotliwość i monopol na cenzurę religii katolickiej.
W 1791 roku Riquetti Mirabeau poruszył temat cnót obywatelskich, rozumianych jako prywatna moralność, którą można wykształcić tylko za pomocą powszechnego szkolnictwa, które dla każdego musi stać otworem. Podstawę stanowi jednak przezwyciężenie ignorancji – efekt niemożliwy bez szerzenia wiedzy.
W Niemczech w 1785 roku Rudolph Zacharias Becker polecał oświecanie chłopów. Czynność tę rozumiał jako prawdę i właściwe łączenie pojęć i odróżniał ją od ulepszania siły wyobraźni i odczuwania. Za środek i cel oświecania uznawał rozsądek. Becker ograniczył go do danego pola działania. Miało to takie znaczenie, iż oddziaływanie – tzw. praktyczne oświecanie można było rozszerzyć na lud wiejski.
Friedrich Eberhard von Rochow swoim katechicznym podręczniku dla nauczycieli pragnących szerzyć oświatę definiował ten proces jako „podawanie lub przedstawianie właściwych pojęć rzeczy użytecznych dla wszystkich, by uczynić je zrozumiałymi”. Założył on także, że nikt nie może zostać z tego procesu wyłączony. W ten sposób w Niemczech wykrystalizowało się powszechne wychowanie. Przy tym brano pod uwagę profesjonalizację nauczycieli w tym zakresie oraz organizacyjne zmiany w szkolnictwie. Pedagogiczne aspiracje dyskursu o cnotliwości nigdy zupełnie nie wygasły, a pozostały raczej retorycznie obecne także wtedy, gdy przedmioty nauczania stały się świeckie i nastąpiła racjonalizacja nauk. Wynikiem jest ugruntowanie pedagogiki jako nauki, a nie pedagogiki oświeceniowej.
Warto wspomnieć, iż w rewolucji naukowej oraz reorganizacji oświaty swoje zasługi mają angielscy i niemieccy myśliciele deistyczni. Za pośrednictwem ich twórczości doszło do stopniowej racjonalizacji wiary, polegającej na wyłączeniu elementów sprzecznych z rozumem. W 1756 roku Hermann Samuel Reimarus opublikował swoją teorię ludzkiego rozsądku („Vernunftlehre”). Dopiero po jego śmierci, dwanaście lat później, rozgorzały teologiczne i literackie dyskusje na temat racjonalizacji. Rozważał on tematy fanatyzmu religijnego oraz wiary w cuda, które jeszcze w XVIII wieku stały na równi z pobożnością. Według niego, wiara w to, co ponadnaturalne powinna zostać zastąpiona rozsądkiem. W ten sposób skupił się on na centralnym problemie epoki Oświecenia.
Pod koniec XVII wieku Charles Blount skrytykował wiarę w cuda w swoim dziele „Miracles no violations of the laws of nature”. Następnie opublikował „A just vindication of learning”, w którym odrzucał cenzurę i wiązał w ten sposób uczenie z wolnością opinii publicznej. Nauka nie ma być zgodna z kościelnymi doktrynami, a do jej środków nie należy lekcja katechistyczna, lecz sprawdzone doświadczenie, a zatem autonomiczne myślenie, za pomocą którego wierzy się w to, co się widzi i słyszy i potrafi się to komunikować. Teorie tego myśliciela mogą stanowić jedne z tych, które doprowadziły do ustanowienia wolnej i publicznej oświaty. Ta wolność miała przeciwdziałać uciśnieniu i ciemnocie.
Z kolei pod koniec XVIII wieku doszło do teologicznej polemiki między Gottholdem Ephraimem Lessingiem a pastorem Johannem Goeze, której tematem stało się pytanie, jak tolerancyjne mogłyby być religie, które swoje nauki uważają za absolutną prawdę i nie mogą ani nie powinny pozwolić się korygować. Pytanie było równoznaczne z problemem, jakie znaczenie ma dla ludzi rozsądek i jak ma on oddziaływać, jeśli zapanuje tolerancja. Rozsądek i tolerancja były dominującymi konceptami w Oświeceniu w aspekcie pedagogicznym i politycznym. Oba, będąc nierozerwalnie związane z żądaniem absolutnej prawdy, nie mogły obyć się bez religii. Musiały przyjąć, iż tylko one są prawdziwe. Lessing próbował rozwiązać ten problem za pomocą praktycznego rozsądku. Wychowanie stawiał na równi z objawieniem. Twierdził, iż daje ono człowiekowi to, do czego on sam mógłby dojść, tyle że za jego pośrednictwem następuje to szybciej i lżej.

## Podsumowanie
XVIII wiek obfitował w starania o zwalczenie ciemnoty oraz zniesienie monopolu na prawdę wiary chrześcijańskiej. W publicznych dyskusjach narastała orientacja na wiedzę naukową. Do przykładów można zaliczyć nie tylko fizykę, ale i anatomię, geografię i wiedzę o życiu. Ograniczenie w sensie dyktatorskiej cenzury, pomimo wszelkich wysiłków władz, stawało się w wieku XVIII i XIX stopniowo niemożliwe. Istniejąca wiedza była bardziej lub mniej dostępna. Oświecenie stało się procesem formowania się krytycznej opinii publicznej, który wiąże się z rozszerzającą się świadomością wymagających odbiorców.
	Refleksja pedagogiczna wiąże się najsilniej z Locke i sensualizmem. Nakreśla ona sterowanie nauczaniem, tworzenie i szerzenie wiedzy, tak samo jak powszechną organizację kształcenia. Koncepcje wychowawcze były początkowo stopniowo rozwijane w odniesieniu do konkretnych grup. Nie postulowały one wyłącznie autonomii jednostek, ale dążyły do umoralnienia obywateli. Tematu równości płci praktycznie nie poruszano.
Oświecenie oznaczało wzrost lub ograniczenie oczekiwań. Oelkers nazywa oba zjawiska odpowiednio: wszechstronną emancypacją oraz błędną racjonalizacją. Oba, jak twierdzi, źle rozumiały lub lekceważyły określone pedagogiczne koncepcje literatury oświeceniowej – przede wszystkim te, które miały do czynienia z nauczaniem i naukami doświadczalnymi, z krytyczną opinią publiczną, a więc z liberalnym kształceniem i społeczeństwem obywatelskim. Ponadto od czasów Rousseau  miała miejsce racjonalizacja wychowania, ale tylko taka, która mniej lub bardziej  zaszkodziła „naturze” i „duszy” dziecka. Według Oelkersa sposób mówienia o wychowaniu „natury dziecka” nie dopuszczał do siebie oświecenia.